# 六安市 (县级市)
六安市，中国旧地名，曾是安徽省县级市。
1978年9月23日，国务院批准设立县级六安市，以六安县城关镇及郊区三个乡为六安市行政区域，由六安地区管辖，并作为六安地区专员公署驻地。1992年11月20日，民政部以民行批〔1992〕152号文批准六安县、六安市县市合并，成立新的六安市。
1996年，六安开始准备撤地设市工作。1998年5月18日，六安地区向安徽省申报《关于撤销六安地区行政公署和县级六安市设立地级六安市的请示》（六署秘〔1998〕52号），同年11月13日，安徽省人民政府以《关于撤销六安地区和县级六安市设立地级六安市的请示》（皖政秘〔1998〕208号）上报国务院。1999年9月2日，国务院以国函〔1999〕109号批准撤销六安地区、县级六安市，设立地级六安市，同时设立六安市金安区、裕安区管辖原县级六安市的行政区域。2000年3月22日，六安撤地建市庆祝大会召开，标志地级六安市正式成立。